# Квинарий
Квина́рий (от лат. quinarius — «содержащий пять единиц») — название ряда древнеримских монет III века до н. э. — III века н. э. Впервые их выпустили в 269—268 годах до н. э. Изначально являлись серебряным аналогом пяти медных ассов, откуда и получили своё название. После начала второй Пунической войны (218 год до н. э.) государство было вынуждено изменить соотношения денежных единиц и содержание в них металла. Денарий становится равным 16 ассам, а квинарий, будучи равным его половине — восьми. Эти соотношения сохранились вплоть до смены формы правления с республиканской на монархическую.
В конце существования Римской республики, во время Галльских походов Юлия Цезаря, стоимость золота относительно серебра упала, что было связано с притоком золота из завоёванных земель. В 45 г. до н. э. появилась равная половине ауреуса золотая монета. В современной литературе она и последующие аналоги получили название половинных ауреусов, золотых квинариев (лат. Quinarius aureus) или золотых викториатов (лат. Victoriatus aureus). Впоследствии серебряные и золотые квинарии сосуществовали в денежном обращении империи. Выпуск золотых квинариев был нерегулярным. Их использовали преимущественно для выплат войскам и раздачи во время тех или иных праздников.
Кроме римских квинариями называют серебряные кельтские монеты, денежные знаки императора-узурпатора мятежной Британии в 293—296 годах Аллекта, а также два сестерция второй половины III века.

## Происхождение и особенности номинала

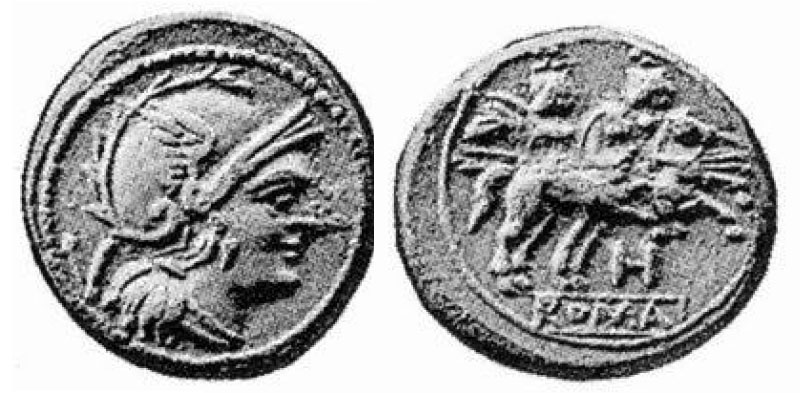
Квинарий около 225 г. до н. э.

Согласно Плинию Старшему квинарии появились в 269—268 годах до н. э.. В этот год началась чеканка серебряной монеты. Стоимость денария составляла десять медных ассов, весом в 1⁄6 римского фунта или 54,59 г каждый, квинария — пять. Изначально серебряный квинарий весил 2 скрупула серебра (около 2,274 г) и на нём чеканилась римская цифра «V», обозначавшую стоимость, равную 5 ассам. Таким образом в Римской республике сформировалась биметаллическая денежная система, предполагавшая оборот как медных, так и серебряных монет при соотношении цены серебра к меди 1 к 120. В четвёртом периоде римской монетной системы (242—217 гг. до н. э.), согласно Мэттингли, квинарии практически не выпускали. На аверсе монет этого периода изображена богиня Рома и цифра V, на реверсе — Диоскуры на конях с копьями.

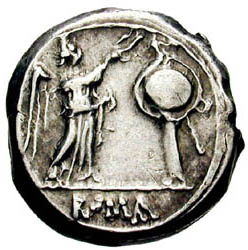
Характерный реверс викториата

После начала второй Пунической войны (218 год до н. э.) государство было вынуждено снизить содержание металла в монетах. С 217 г. до н. э. вес денария уменьшили с 1⁄72 до 1⁄84 римского фунта (327,45 г). Одновременно изменили и соотношение между ассом и денарием. Денарий стал равен 16 ассам, а квинарий, соответственно, восьми. Эти соотношения сохранились вплоть до перехода Римского государства от республиканской формы правления к империи. В 89 г. до н. э. согласно закону Плавтия-Папирия вес медного асса значительно уменьшили до 1⁄24 фунта или 13,64 г. Учитывая неизменность соотношения стоимости денария и асса, учёный-историк и специалист по античной нумизматике А. Н. Зограф делает предположение о том, что медные монеты с этого времени становятся кредитными, то есть такими, чья стоимость определялась не внутренним содержанием металла, а законами государства.

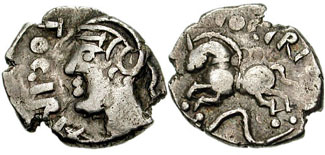
Секванский квинарий II века до н. э.

Реальный выпуск квинариев с началом второй Пунической войны на время прекратился. Они были вновь введены во время войны с кимврами и тевтонами (113—101 гг. до н. э.), не позднее 105 г. до н. э. Однако теперь их реверс повторял изображение викториата, а именно изображал богиню Викторию, возлагающую триумфальный лавровый венок. В связи с этим новые квинарии могут называть викториатами (при этом до появления квинариев с Викторией викториатом называли монету стоимостью в 3⁄4 денария). Впоследствии выпуск монет данного номинала практически прекратился. Таким образом, при упоминаниях викториатов I века до н. э. и позднее речь идёт о серебряных квинариях стоимостью в ½ денария. Необходимо подчеркнуть, что в самом Риме викториаты не сразу приобрели статус законного платёжного средства. Их стоимость была рыночной и определялась внутренним содержанием серебра. Только в 58 г. до н. э., по Клодиеву закону, они стали полноценной монетой стоимостью в ½ денария. Выпуски квинариев-викториатов были эпизодическими — 90—85 годы до н. э. и время правления Юлия Цезаря (49—44 гг. до н. э.). На аверсе квинариев этого времени начинают помещать изображения Аполлона и другие сюжеты, такие как рукопожатие Марка Антония и Октавиана Августа и др. Относительно небольшие тиражи квинариев чеканили преимущественно в Риме и зачастую использовали в качестве осыпальных монет.
Кроме римских, название квинариев закрепилось за кельтскими серебряными монетами II—I столетий до н. э. весом 1,8—1,9 г. В данном случае латинское название переносится на деньги соседей Рима исходя из общности весовых характеристик. Квинариями могут также называть серебряные кельтские монеты и отличного от римских веса.

## Период империи

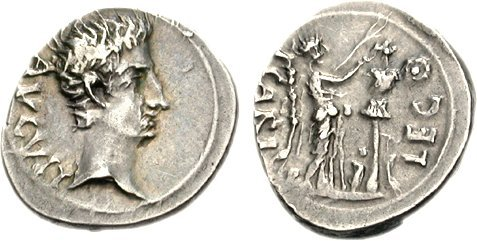
Серебряный квинарий Августа

При Октавиане Августе в Римской империи была проведена реформа денежного обращения. Одним из основных отличий от республиканских стандартов стало введение в систематическое обращение золотой монеты. Римские золотые монеты из-за соответствия по размеру серебряному денарию называли «золотым денарием» (лат. denarius aureus) или просто «золотым» («ауреусом», лат. aureus). Половина «золотого денария» по аналогии с серебряным получила название «квинария», только золотого. Ауреусы чеканили и ранее, но их стоимость была нефиксированной и определялась рыночным курсом золота относительно серебра. Император Август привёл весовой стандарт ауреуса к 1⁄42 фунта, определив его стоимость в 25 денариев. Весовые характеристики денария остались неизменными. На квинариях, как золотых, так и серебряных, чеканилось изображение Виктории. После реформы Октавиана Августа сложились следующие соотношения между основными денежными единицами (табл. 1):
Таблица 1. Соотношение денежных единиц в Римской империи во время правления Октавиана Августа
| Номинальная стоимость в денариях | Номинальная стоимость в сестерциях | Номинальная стоимость в ассах | Монета              | Металл  | Масса, г |
| -------------------------------- | ---------------------------------- | ----------------------------- | ------------------- | ------- | -------- |
| 25                               | 100                                | 400                           | Ауреус              | Золото  | ~7,85    |
| 12½                              | 50                                 | 200                           | Золотой квинарий    | Золото  | ~3,92    |
| 1                                | 4                                  | 16                            | Денарий             | Серебро | ~3,79    |
| ½                                | 2                                  | 8                             | Серебряный квинарий | Серебро | ~1,79    |
| ¼                                | 1                                  | 4                             | Сестерций           | Латунь  | ~25      |
| 1⁄8                              | ½                                  | 2                             | Дупондий            | Латунь  | ~12,5    |
| 1⁄16                             | ¼                                  | 1                             | Асс                 | Медь    | ~11      |
| 1⁄32                             | 1⁄8                                | ½                             | Семис               | Медь    | ~4,6     |
| 1⁄64                             | 1⁄16                               | ¼                             | Квадранс            | Медь    |          |

Система денежного обращения Августа без изменений просуществовала до времени правления Нерона (54—68 гг. н. э.). При этом императоре вес ауреуса был снижен до 1⁄45 фунта (7,28 г), а вес денария до 1⁄96 фунта (3,41 г) при сохранении ставших привычными соотношений 1 к 25. Ещё одно изменение имело крайне негативные долгосрочные последствия для всего государства: снижение веса денежных единиц практиковали и ранее, но при Нероне впервые пошли на порчу монеты путём её выпуска не из чистого серебра, а с добавлением 10 % лигатуры (примеси). Об изменении чистоты серебра в монете не заявляли открыто. В результате государство встало на опасный путь, и при Септимии Севере содержание серебра в монетах составляло уже 60 %. Это в свою очередь привело к целому ряду негативных результатов, в том числе разделение в обороте «новых» и «старых» монет, которые имели различные котировки, и общее недоверие к деньгам государства.
В императорское время на аверсе квинариев помещали изображение императора, на реверсе — Викторию. Начиная с Адриана (117—138) на оборотной стороне богиню победы сменяют изображения Минервы, Геркулеса, Конкордии (богини согласия), Венеры и др. персонажей римского пантеона.
За 1,5—2 столетия частая порча денария привела к его дискредитации. В 215 году при Каракалле была выпущена новая серебряная монета антониниан. Серебряные денарии и квинарии перестают чеканить после правления Гордиана III (238—244 гг. н. э.). При Аврелиане (270—275 гг н. э.) денарий и его производные и вовсе перестали использовать в денежном обращении. Вместе с денарием перестал существовать и серебряный квинарий. Базовой денежной единицей стал сестерций. Исходя из общности номинала и весовых характеристик, монеты в два сестерция второй половины III века с содержанием 4 % серебра (по своей сути медные) также называли квинариями.

## Золотой квинарий
В конце существования Римской республики, во время Галльских походов Юлия Цезаря стоимость золота относительно серебра упала, что было связано с притоком более дорогого металла из завоёванных земель. Золотые ауреусы Юлия Цезаря имели вес в 1⁄40 фунта. В 45 г. до н. э. появилась золотая монета, по стоимости равная половине ауреуса. В современной литературе она, и последующие аналоги, получили название половинных ауреусов, золотых квинариев (лат. Quinarius aureus) или золотых викториатов (лат. Victoriatus aureus).
Золотые квинарии не получили столь широкого распространения, как ауреусы. Их тиражи были относительно невелики, а выпуски нерегулярны. В Римской империи определённая часть золотых монет шла на оплату службы легионеров. При Августе солдат получал 225 денариев или 9 ауреусов в год, при Домициане жалованье легионеров повысили до 12 ауреусов. К этим выплатам добавлялись пособия войскам, носившие регулярный характер. Численность легиона составляла 4800—6000 человек. Зачастую они находились в отдалённых от Рима провинциях и на границах империи. Выплата жалованья исключительно в серебряной монете требовала бы ежегодной транспортировки на далёкие расстояния, зачастую в неспокойные провинции, нескольких тонн серебра. Оплата золотом была технически более простой. Поэтому квинарии, в отличие от ауреуса не получившие широкого распространения в денежном обращении страны, шли преимущественно для выплат войскам и раздачи во время тех или иных праздников. Предназначение квинариев определило их дизайн: как правило, на аверсе было отчеканено изображение самого императора в профиль, а на реверсе — богини Виктории в той или иной позе.
Так как вес ауреуса не был постоянным и его периодически уменьшали, соответственно снижалось и содержание золота в квинарии. Во время кризиса III века выпускались монеты, идентификация которых вызывает затруднения у современных историков: их можно рассматривать и как «лёгкие ауреусы», и как квинарии. За время существования половинного ауреуса содержание золота в нём снизилось с 3,75—3,92 г до 2 г.
Хоть золотые квинарии и не играли особого значения в денежном обращении, их в небольшом количестве чеканили при большинстве императоров вплоть до Галерия (293—311). Император Константин I Великий (306—337) ввёл новую денежную единицу — солид, равную 1⁄72 римского фунта, которая заменила ауреус. С прекращением выпуска ауреуса перестали выпускать и бывшие его производными золотые квинарии.

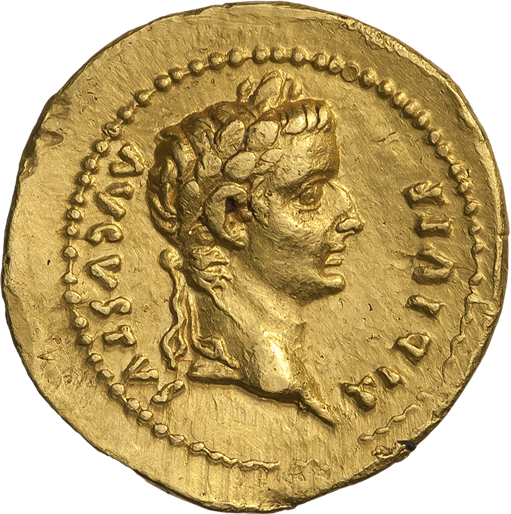
Аверс золотого квинария Тиберия
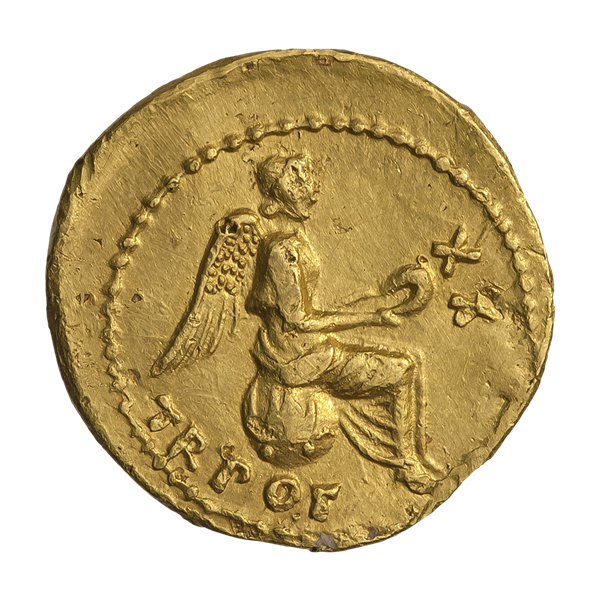
Реверс золотого квинария Тиберия
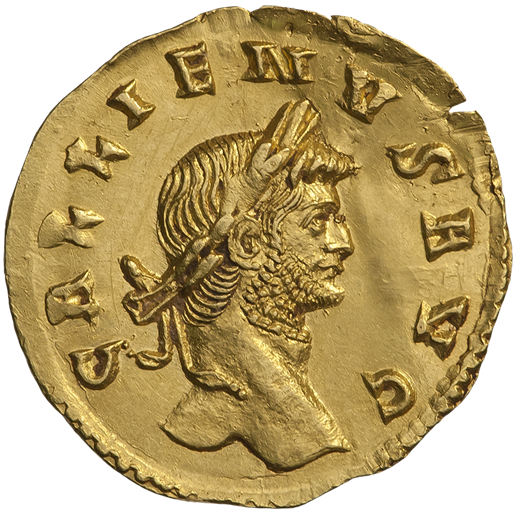
Аверс «лёгкого ауреуса» или квинария Галлиена
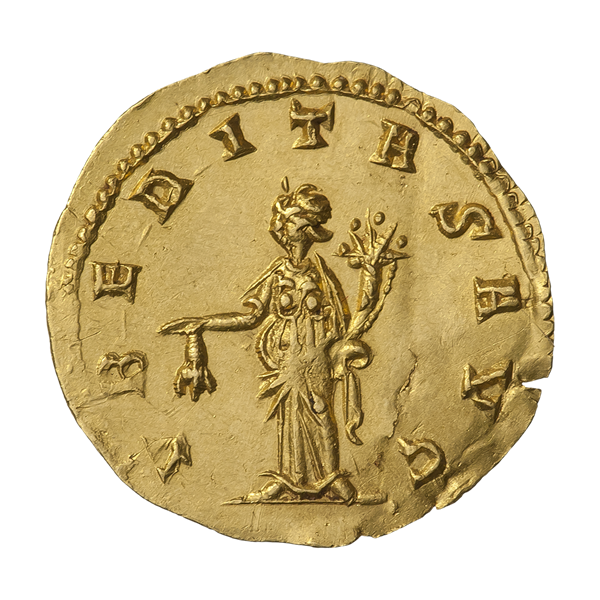
Реверс «лёгкого ауреуса» или квинария Галлиена

## Квинарий Аллекта

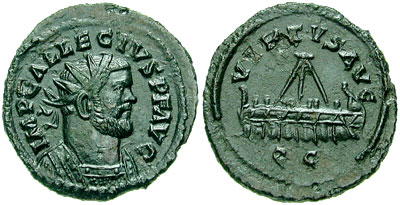
Квинарий Аллекта

В 283—296 годах власть в Британии и северной Галлии перешла к императору-узурпатору Караузию, которого затем заменил Аллект. При этих правителях была налажена работа нескольких монетных дворов в Лондиниуме (Лондоне), Камулодуне (ныне Колчестер) и Ротомагусе (ныне Руан). В конце правления Аллекта были выпущены билонные монеты номинальной стоимостью по одним данным в 10, а по другим в 5 денариев и их половинки-квинарии, равные соответственно пяти или 2½ денариям. Об этом свидетельствует в частности буква «Q» на реверсе таких монет. В данном случае римское название «квинарий» было перенесено на монету мятежного государственного образования в значении «половина основной денежной единицы».